# Skedsmo
Koordinaten: 60° 0′ N, 11° 3′ O
Skedsmo war eine Kommune in der Provinz Akershus in Norwegen. Skedsmo grenzte im Westen an Oslo, im Süden an Lørenskog und Rælingen, im Norden an Nittedal und Gjerdrum, im Südosten an Fet und im Osten an Sørum.
Skedsmo liegt rund 20 km nordöstlich von Oslo, in der Nähe des Flughafens Oslo-Gardermoen. Der Hauptort und Verwaltungssitz der Gemeinde war die Stadt Lillestrøm. Andere wichtige Ortschaften sind Kjeller, Strømmen, Skjetten, Leirsund und Skedsmokorset.
Skedsmo ging zum 1. Januar 2020 in die neu gegründete Kommune Lillestrøm über.

## Wirtschaft
Aufgrund der günstigen Verkehrsanbindung durch den Flughafen sowie die Straßen und Bahnlinien hat sich Skedsmo zu einem Industriestandort entwickelt, ein Hauptwirtschaftszweig ist die Holzverarbeitung. In Lillestrøm gibt es ein großes Messegelände, auf welchem vornehmlich Handels- und Wirtschaftsmessen stattfinden.
In Kjeller existiert ein bedeutendes Technologiezentrum mit rund 4.000 Beschäftigten.

## Bildung
Skedsmo ist ein wichtiger Bildungsstandort, so haben in der Kommune u. a. die Zentrale Hochschule der Provinz Akershus und eine Wirtschaftshochschule ihren Sitz.

## Söhne und Töchter der Stadt
- Trygve Haavelmo (1911–1999), Ökonom, Nobelpreisträger
- Tore Austad (1935–2025), Politiker, Kirchen- und Unterrichtsminister
- Sidsel Ryen (* 1943), Schauspielerin und Sängerin
- Arild Andersen (* 1945), Jazzbassist
- Lise Myhre (* 1975), Comiczeichnerin
- Aksel Lund Svindal (* 1982), Skirennläufer